# Fatima Hassouna
Fatima Hassouna (arabisch فاطمة حسونا, englisch auch Fatma Hassona, geboren im März 2000 in Gaza; gestorben am 16. April 2025 in Gaza) war eine palästinensische Fotojournalistin und Protagonistin des Dokumentarfilms Put Your Soul on Your Hand and Walk der exil-iranischen Regisseurin Sepideh Farsi. Sie wurde während des Israel-Gaza-Krieges am 16. April 2025 bei einem israelischen Luftangriff auf das Haus ihrer Familie mit weiteren Verwandten getötet.

## Leben vor dem Israel-Gaza-Krieg ab 2023
Hassouna studierte Multimedia an der Hochschule für angewandte Wissenschaften (University College of Applied Sciences, arabisch الكلية الجامعية للعلوم التطبيقية) in Gaza-Stadt. Als Fotografin arbeitete sie mit zahlreichen lokalen und internationalen Medien zusammen, darunter Untold Palestine, das Tamer Institute for Community Education und die US-Plattform Mondoweiss. Ihre Arbeiten wurden in der britischen Tageszeitung The Guardian veröffentlicht und in internationalen Ausstellungen wie Gaza, My Beloved und SAFE gezeigt.

## Israel-Gaza-Krieg ab 2023

### Arbeit als Fotojournalistin
Nach Beginn des Israel-Gaza-Krieges infolge des Massakers vom 7. Oktober 2023 begann Hassouna das Kriegsgeschehen im Gazastreifen als Fotojournalistin festzuhalten. Hassouna postete ihre Bilder auf Facebook und Instagram, wo sie mehr als 35.000 Follower hatte. Ihre Bilder dokumentierten die Herausforderungen des täglichen Lebens im Gazastreifen und die Bedrohung durch israelische Bombardements.
Ihre Fotografen-Kollegen nannten Hassouna „das Auge von Gaza“.
Im August 2024 berichtete sie, es seien elf Angehörige ihrer Familie getötet worden.

### Humanitär-soziales Engagement
Neben ihrer Arbeit als Fotojournalistin engagierte sich Hassouna für Kinder und deren Traumabewältigung. In einer Schule im Norden des Gazastreifens, die zu einem Zufluchtsort für Flüchtlinge geworden war, organisierte sie Schreibwerkstätten für Kinder. Dort lernte sie den jungen Informatiker Moutaz kennen und verlobte sich mit ihm. Das Paar plante im letzten Drittel des April 2025 zu heiraten.
Hassouna arbeitete ebenso mit der Hilfsorganisation Plan International im Rahmen ihres „She Leads“-Programms zusammen.

### Wirken im DokumentarfilmPut Your Soul On Your Hand And Walk
Im April 2024 versuchte die im französischen Exil lebende iranische Filmregisseurin Sepideh Farsi über Ägypten in den Gazastreifen zu reisen, was nicht gelang. Sie begann palästinensische Flüchtlinge aus Gaza in Kairo zu filmen und kam in Kontakt zu einem Mann, der sie an Fatima Hassouna verwies, woraufhin sie Kontakt zu ihr aufnahm und ihre Absicht bekundete, einen Film über ihr Leben und das der Menschen in Gaza zu drehen. Hassouna stimmte zu und wurde Protagonistin des Dokumentarfilmprojekts, das unter dem Titel Put Your Soul on Your Hand and Walk verwirklicht wurde.
Der 110 Minuten lange, im Laufe eines Jahres erstellte Film erzählt die Geschichte des Kriegsgeschehens in Gaza und das tägliche Leben der Palästinenser anhand von gefilmten Videogesprächen zwischen Hassouna und Farsi. Farsi erklärte, Hassouna sei zu „meinen Augen in Gaza (geworden) ... feurig und voller Leben. Ich habe ihr Lachen, ihre Tränen, ihre Hoffnungen und ihre Depressionen gefilmt“.
Am 15. April 2025, einen Tag vor Hassounas Tod, informierte Farsi sie darüber, dass der Film in der „ACID“-Sektion bei den Filmfestspielen in Cannes im Mai 2025 gezeigt werden würde. Die beiden sprachen über eine Reise Hassounas zu den Filmfestspielen. Laut Farsi stand Hassouna der Idee, an der Vorführung teilzunehmen, offen gegenüber, solange sie danach nach Gaza zurückkehren könne: „Sie sagte: ,Ich komme, aber ich muss zurück nach Gaza. Ich möchte den Gazastreifen nicht verlassen.‘“ Farsi war bereits mit der französischen Botschaft in Kontakt getreten: „Wir hatten gerade mit dem Verfahren begonnen. Ich machte mir Sorgen, wie ich sie sicher aus dem Land heraus- und wieder hineinbringen könnte. Ich wollte nicht dafür verantwortlich sein, sie von ihrer Familie zu trennen.“ Nun sei fast die ganze Familie tot. Bei der Eröffnungszeremonie des Festivals von Cannes wurde an Hassounas Tod erinnert.

## Tötung durch israelischen Luftschlag am 16. April 2025

### Verlauf
Am Mittwoch, dem 16. April 2025, führte die israelische Armee einen Luftangriff auf die Wohnung von Hassounas Familie in der Al-Nafaq-Straße im Stadtteil Al-Touffah, einem der vier Stadtteile der Altstadt von Gaza, durch. Hassounas Cousin Hamza Hassouna, der oberhalb der Wohnung im selben Gebäude den Angriff überlebte, berichtete CNN, dass zwei Raketen eingeschlagen seien, eine im Wohnzimmer. Dabei wurden Hassouna und sieben bis zehn ihrer Angehörigen getötet, darunter ihre schwangere Schwester.
Das Gesundheitsministerium in Gaza teilte CNN mit, dass die Eltern von Hassouna, die den Angriff zunächst beide schwer verletzt überlebten, auf die Intensivstation gebracht wurden. Der Vater erlag seinen Wunden.

### Erklärung der Israelischen Armee
Die israelische Armee rechtfertigte am selben Tag den Angriff, der „einem Terroristen der Hamas-Brigade in Gaza-Stadt“ gegolten habe. In einer Erklärung behauptete die israelische Armee: „Der Terrorist plante und führte Terroranschläge gegen IDF-Truppen und israelische Zivilisten aus“; zudem seien Maßnahmen ergriffen worden, um das Risiko von Schäden für Zivilisten zu verringern. Weitere Details nannte die israelische Armee nicht. Nähere Angaben zur Identität der Zielperson machten die IDF keine.

### Zurückweisung der Behauptung einer Verbindung zu einer terroristischen Gruppe
Nach dem Angriff auf das Haus verneinte Hassounas Nachbarin Um Aed Ajur gegenüber CNN eine Verbindung der Familie zu einer terroristischen oder politischen Gruppe. „Wir sind seit 35 Jahren Nachbarn und haben noch nie gehört, dass sie mit irgendeiner Gruppe in Verbindung stehen“, so Ajur. Auch die Regisseurin Farsi wies die israelische Behauptung, dass sich ein Hamas-Mitglied im Haus befunden hätte, als „Unsinn“ zurück, sie kenne die ganze Familie.

### Untersuchung von Forensic Architecture
Die Rechercheagentur Forensic Architecture der University of London kam zu dem Schluss, dass Hassounas Tod das Ergebnis eines gezielten Angriffs war. Die von einer Drohne gefeuerten Raketen hätten direkt auf die Wohnung der Hassouna-Familie im zweiten Stock des fünfstöckigen Wohnhauses gezielt.

## Rezeption ihres Todes

### Medien
Hassounas Tod erregte international in den Medien Aufmerksamkeit. Aufgegriffen wurde insbesondere einer von Hassounas Instagram-Beiträgen vom August 2024, in dem sie über den Krieg in Gaza sprach und erklärte: „Wenn ich sterbe, möchte ich einen lauten Tod. Ich möchte weder in den Eilmeldungen auftauchen, noch eine Nummer in einer Gruppe sein. Ich wünsche mir einen Tod, von dem die Welt hören wird, eine Wirkung, die für immer anhält, und unsterbliche Bilder, die weder Zeit noch Ort begraben können.“
Aufgegriffen wurde der Post etwa vom Spiegel, CNN, Guardian, den israelischen Medien Times of Israel und Haaretz, SBS World News und India Today.

### Regisseurin Sepideh Farsi und ACID-Filmsektion
Sepideh Farsi sagte, sie habe die Nachrichten von Hassounas Tod zuerst nicht glauben wollen, habe wiederholt versucht sie zu erreichen, auch über Bekannte. Sie beschrieb Hassouna als „sehr kluge und sonnige Person“, die „von Natur aus ein optimistischer Mensch“ gewesen sei. Farsi erklärte, sie hoffe, dass der Film Hassounas „Leben in Gaza beleuchten und ihr Andenken ehren wird.“ Der Film sei „ein Fenster, das durch eine wundersame Begegnung mit Fatima geöffnet wurde“ und gebe einen Einblick in das „anhaltende Massaker an den Palästinensern“. Farsi mutmaßte, dass Hassouna wegen ihrer viel beachteten Arbeit als Fotojournalistin und ihrer kürzlich bekannt gewordenen Teilnahme an dem Dokumentarfilm „zur Zielscheibe“ geworden sei.
Die parallele, auf Indie-Filme spezialisierte ACID-Filmsektion in Cannes (Association du Cinéma Indépendant pour sa Diffusion), wo Farsis Dokumentarfilm im Mai gezeigt werden soll, gab eine Erklärung heraus. „Wir hatten einen Film gesehen und programmiert, in dem die Lebenskraft dieser jungen Frau wie ein Wunder erschien [...]. Ihr Lächeln war ebenso magisch wie ihre Hartnäckigkeit. Sie war Zeugin, fotografierte Gaza, verteilte trotz der Bomben, der Trauer und des Hungers Lebensmittel. Wir hörten ihre Geschichte, freuten uns bei jedem ihrer Auftritte, sie lebendig zu sehen, und wir bangten um sie.“

### Journalisten und Verbände
Die Internationale Journalisten-Föderation (IJF) trauerte um Hassouna und verurteilte die anhaltenden Angriffe auf Journalisten, betonte die Notwendigkeit, „Israels Straffreiheit zu beenden“, und forderte eine sofortige und unabhängige Untersuchung der Tötung von Journalisten. Seit Beginn der Krieges seien über 150 Journalisten und Medienschaffende in Gaza getötet worden. „Journalisten in Konfliktgebieten sollten wie Zivilisten behandelt werden und ihre Arbeit ungestört verrichten können“, erklärte IJF-Generalsekretär Anthony Belanger. „Es gibt ein weltweites Interesse an den Geschehnissen in Gaza, aber wir können die Wahrheit nur erfahren, wenn Journalisten Zugang dazu erhalten.“
Das Palästinensische Journalistenschutzzentrum (PJPC) erklärte, es trauere um Hassouna und bezeichnete den Angriff als ein „Verbrechen“ gegen Journalisten und eine Verletzung des Völkerrechts. „Fatimas aussagekräftige Fotos, die das Leben unter der Belagerung dokumentieren, wurden weltweit veröffentlicht und werfen ein Licht auf den menschlichen Tribut des Krieges“, so das Zentrum. Nach Angaben des PJPC stieg die Zahl der Journalisten, die seit dem 7. Oktober 2023 im Gazastreifen ums Leben gekommen sind, damit auf 212. Die Organisation forderte die internationale Gemeinschaft auf, unverzüglich eine Untersuchung des Vorfalls einzuleiten und die Verantwortlichen zur Rechenschaft zu ziehen.
Samar Abu Elouf, die Gewinnerin des 2025 World Press Photo Award, erklärte gegenüber der Zeit: „Man weiß, welcher Journalist mit der Hamas arbeitet und wer nicht. Und letztere sind viele. Aber beide werden gezielt angegriffen. Erst heute Nacht wurde eine Fotografin getötet, Fatma Hassouna, sie und ihre Familie. Wäre ich noch drin, wäre mir vielleicht das Gleiche passiert. Meine eigene Familie sagt mir: Wenn du noch in Gaza wärst, würden wir nicht mit dir reden und du dürftest nicht zu uns kommen. Sie wollen nicht sterben meinetwegen.“
Der in Gaza lebende Al-Jazeera-Reporter Anas al-Shareef würdigte Hassouna mit den Worten: „Sie dokumentierte mit ihrer Kamera Massaker inmitten von Bombardements und Schüssen und hielt den Schmerz und die Schreie der Menschen in ihren Fotos fest.“

### Weitere Organisationen
Die Hilfsorganisation Plan International, die mit Hassouna zusammengearbeitet hatte, beschrieb sie als „leidenschaftliche Fürsprecherin und talentierte Fotografin“ und forderte eine unabhängige Untersuchung ihrer Tötung durch die IDF. Unni Krishnan, Direktor für globale humanitäre Hilfe bei Plan International, würdigte Hassouna, sie sei „ein Leuchtfeuer der Inspiration für uns alle“ gewesen. „Durch ihre furchtlose Erzählweise und ihren unerschütterlichen Mut im Angesicht des Konflikts hat sie der Welt einen Einblick in die menschlichen Kosten des Krieges und in das Herz von Gaza gegeben. Wir lernten Fatima nicht nur als eine kraftvolle Stimme kennen, sondern auch als einen Menschen voller Liebe zum Leben, zur Kunst und vor allem zu den Menschen in Gaza. Ihr Vermächtnis wird uns für immer erhalten bleiben“, so Krishnan.
Der Council on American-Islamic Relations (CAIR), die größte amerikanische muslimische Bürgerrechts- und Interessenvertretungsorganisation, rief die amerikanischen und internationalen Medien dazu auf, „sich gegen Israels vorsätzliche Angriffe auf Journalisten in Gaza auszusprechen, nachdem eine palästinensische Journalistin und zehn Mitglieder ihrer Familie bei einem israelischen Luftangriff ermordet wurden.“